# Corporal Clegg
Corporal Clegg è un brano musicale dell'album del 1968 A Saucerful of Secrets della progressive rock band inglese Pink Floyd. Clegg è un nome burlesco inglese derivato probabilmente da cleg (tafano).
È stata scritta da Roger Waters ed hanno partecipato David Gilmour, Nick Mason e Richard Wright ai cori.

## Significato
Il testo racconta di un soldato che perde una gamba nella Seconda guerra mondiale.
È la prima menzione alla guerra in una canzone dei Pink Floyd, che diventerà un argomento di uso comune nei testi scritti da Waters. 
Roger Waters, in un'intervista al mensile britannico Mojo, rivelò che la canzone è autobiografica.
Lui stesso disse: "Corporal Clegg tratta di mio padre e del suo sacrificio nella seconda guerra mondiale. È sarcastica l'idea della gamba di legno vista come vinta nella guerra, come un trofeo."
Questo può essere visto come un tono piuttosto leggero rispetto a quello usato nei temi affrontati successivamente dai Pink Floyd, nonostante l'ironia (Clegg "ha vinto" la sua gamba di legno nella guerra) e il buio nel testo della canzone. 
Tra la cacofonia di voci verso la fine si sente un ufficiale che dice al suo uomo con una gamba sola: "Clegg! Volevo parlarvi riguardo a quella vostra gamba. Siete esentato dalle parate d'ora in poi!" e alcuni membri della band che ridono nel ritornello.

## Video
Anche se non fu mai eseguita dal vivo, esistono due video del brano.
Il primo è stato girato il 19 o il 20 febbraio 1968 per la TV belga RTB ed è caratterizzato dalla band che mima una versione work-in-progress della canzone con un finale diverso. 
Il secondo è stato girato il 22 luglio 1969 per la TV tedesca SDR e trasmesso il 21 settembre dello stesso anno. Il video si svolge in una stanza con un tavolo coperto di cibo squisito, e tutti e quattro i membri della band che indossano caschi, berretti da ufficiale e trench, che sono lì per godersi il cibo. Un versamento accidentale di vino innesca una lotta, con il risultato di una stanza completamente distrutta e tutti e 4 i membri della band coperti di cibo (anche il cameraman viene trascinato in essa), mentre la Colomba della Pace è intrappolata nel "fuoco incrociato".
Durante tutto il video troviamo dei filmati di guerra e della band che esegue il brano.

## Formazione
- Roger Waters : basso e cori
- David Gilmour : chitarra, voce e kazoo
- Richard Wright: organo e cori
- Nick Mason : batteria, percussioni e voce